# IFA G5
Der G5 ist ein in der DDR entwickelter und gebauter dreiachsiger Langhauber-Lastkraftwagen.

## Geschichte
Produziert wurde er von 1952 (Prototyp) bis 1964 im VEB Kraftfahrzeugwerk „Ernst Grube“ Werdau. Das Werk war Teil des IFA und ging aus den 1945 aufgelösten Schumann-Werken in Werdau hervor. Die Entwicklung des Lkw begann bereits im Zweiten Weltkrieg bei der Vogtländischen Maschinenfabrik AG (Vomag). Da die sowjetische Besatzungsmacht die Vomag kurz nach dem Kriegsende komplett auflösen und demontieren ließ, wurde die Entwicklung bei der Auto Union AG beziehungsweise bei Horch fortgesetzt.
Das Fahrzeug war auch in der DDR für den militärischen Einsatz vorgesehen. Das „G“ steht für Gelände und die „5“ für 5 t Nutzlast. Es war zudem eine Vielzahl von zusätzlichen Vorrichtungen anbaubar.
Das mit 120 PS vergleichsweise gut motorisierte Fahrzeug war im Vergleich mit dem dreiachsigen sowjetischen ZIS-151 mit 98 PS im Gelände wohl langsamer, Fahrer beschrieben den G5 als „lahme Kiste“.

## Technik

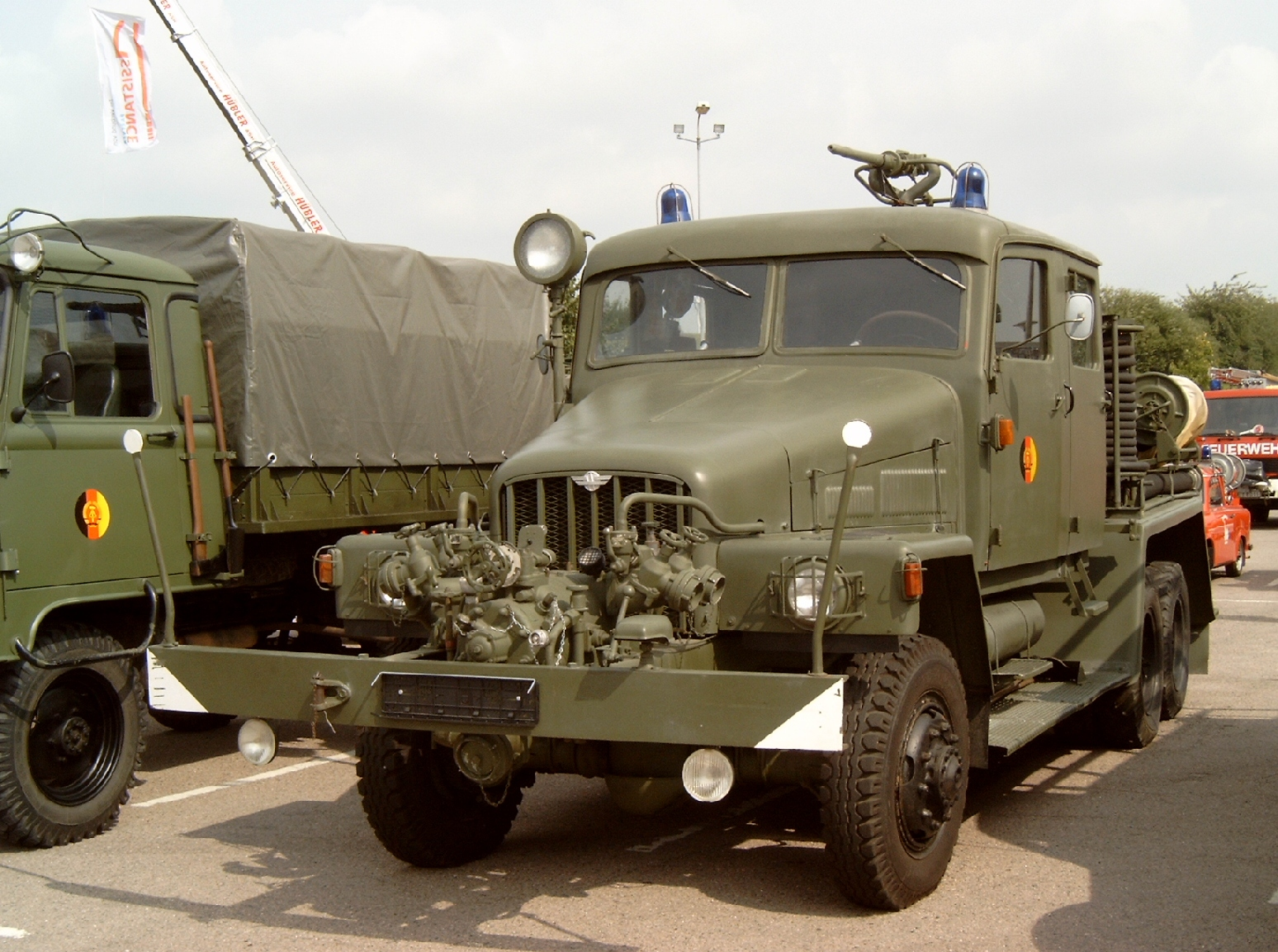
TLF 15 der NVA

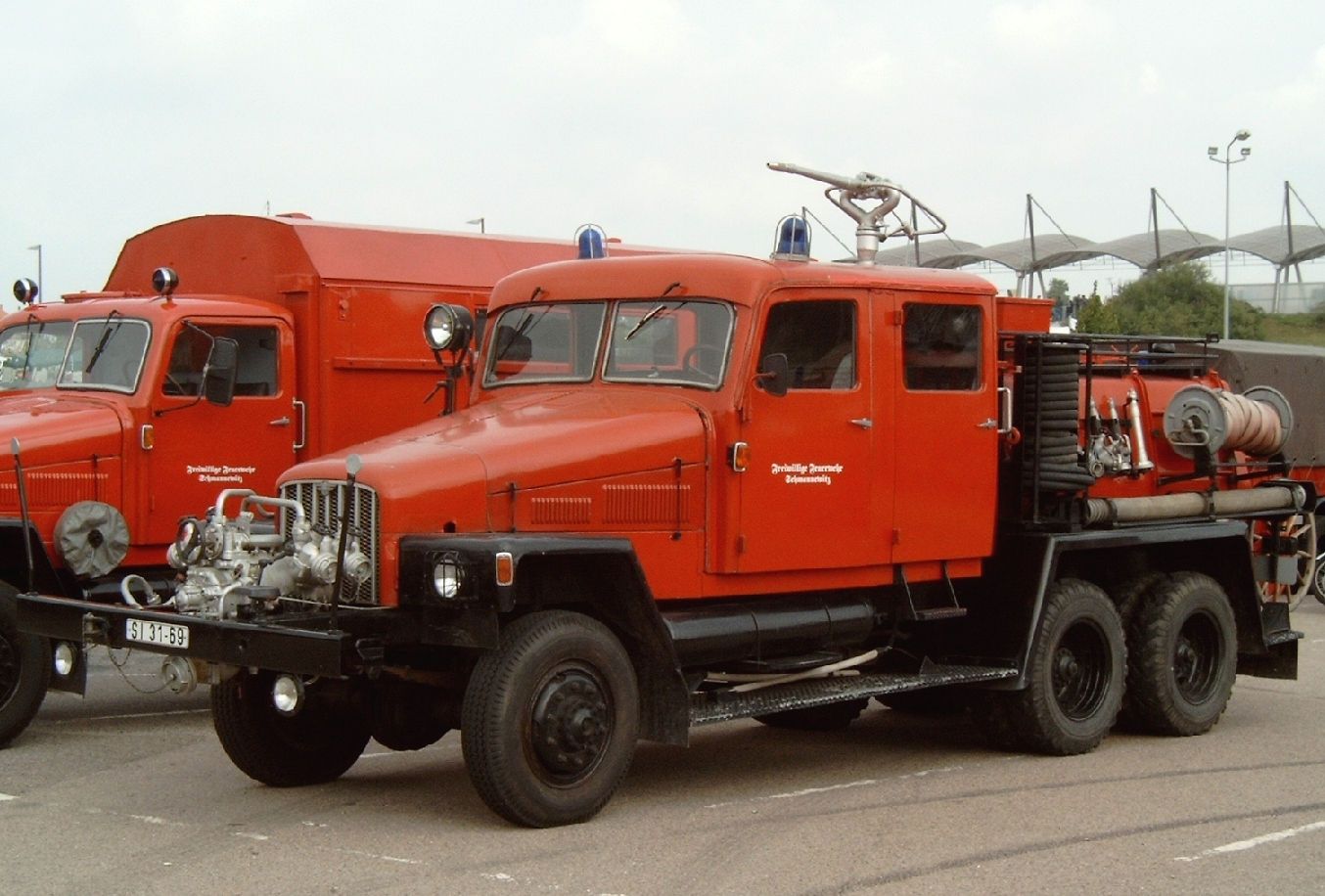
TLF 15

Der G5 hat drei Achsen und ist allradgetrieben (6×6), der Antrieb auf die Vorderachse kann jedoch abgeschaltet werden (6×4).
- Motor: 6-Zylinder-Diesel-Motor mit 120 PS (88 kW)
- Getriebe: Fünfgang-Wechselgetriebe mit Klauenschaltung
- Zulässige Nutzmasse: 5 t
- Höchstgeschwindigkeit auf der Straße: 80 km/h (laut Herstellerangaben 60 km/h)
- Höchstgeschwindigkeit im Gelände: 60 km/h (laut Herstellerangaben 40 km/h)
- Ausführungen/Aufbauten: Muldenkipper, Kran, Koffer (unter anderem Werkstattkoffer), Pritsche mit Plane, Tankfahrzeug, Wasserwerfer, verschiedene Feuerwehrfahrzeuge und andere. Die Aufbauten wurden in vielen Fällen bei anderen Betrieben in der DDR hergestellt.

Das Fahrerhaus wurde in verschiedenen Versionen hergestellt, so beispielsweise als geschlossenes Fahrerhaus, Fahrerhaus mit Langkabine (Staffelkabine bei Feuerwehrfahrzeugen), Fahrerhaus mit Stoffverdeck und als Fahrerhaus mit abklappbarer Frontscheibe.
Die Lkw G5 und H6, die etwa zur gleichen Zeit in Werdau gebaut wurden, weisen zum Teil gleiche Baugruppen auf. Um vor allem die Eigenschaften für den Geländeeinsatz zu verbessern, entstand der mit einem stärkeren Motor ausgerüstete weiterentwickelte G5/3, der jedoch nicht mehr in Serie gebaut wurde.

## Einsatz

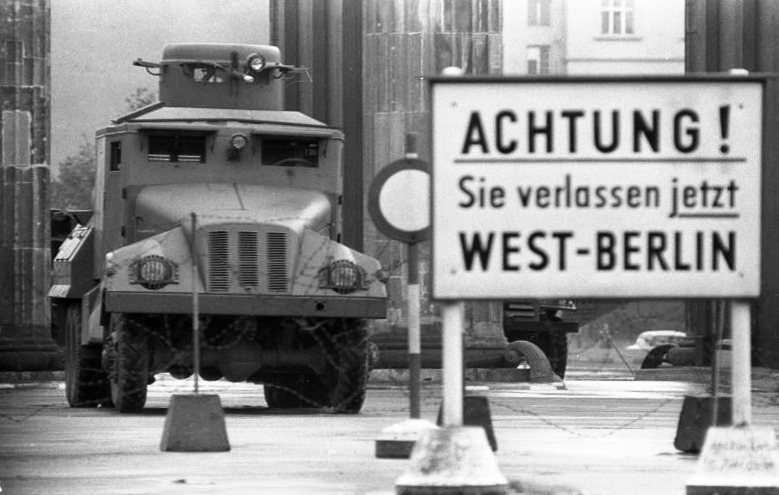
Gepanzerter Wasserwerfer G5 SK-2 (Sonderkraftfahrzeug 2) im August 1961 am Brandenburger Tor

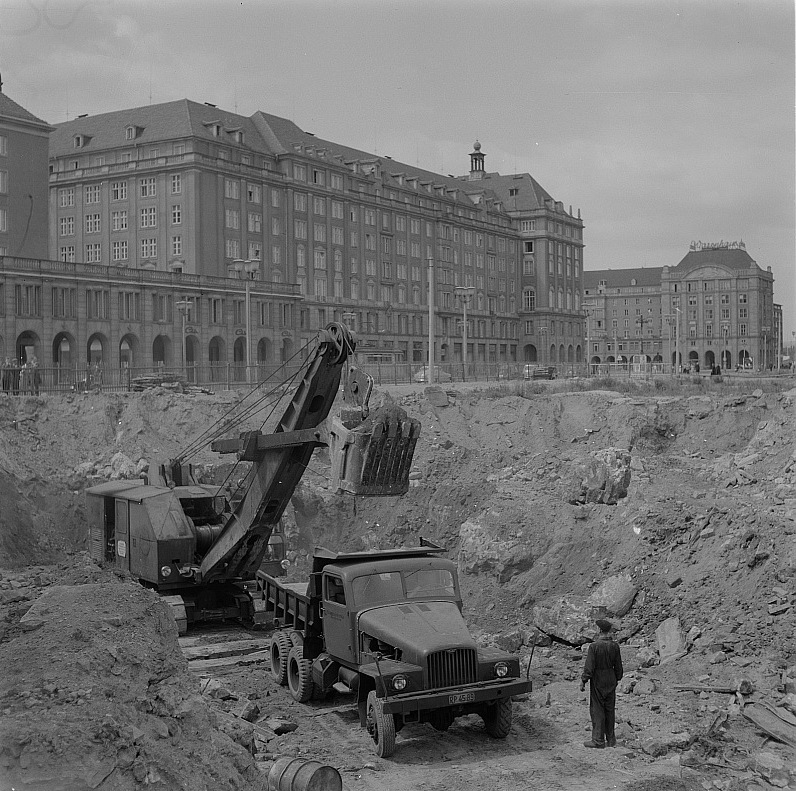
Muldenkipper in der Dresdner Ernst-Thälmann-Straße (1959)

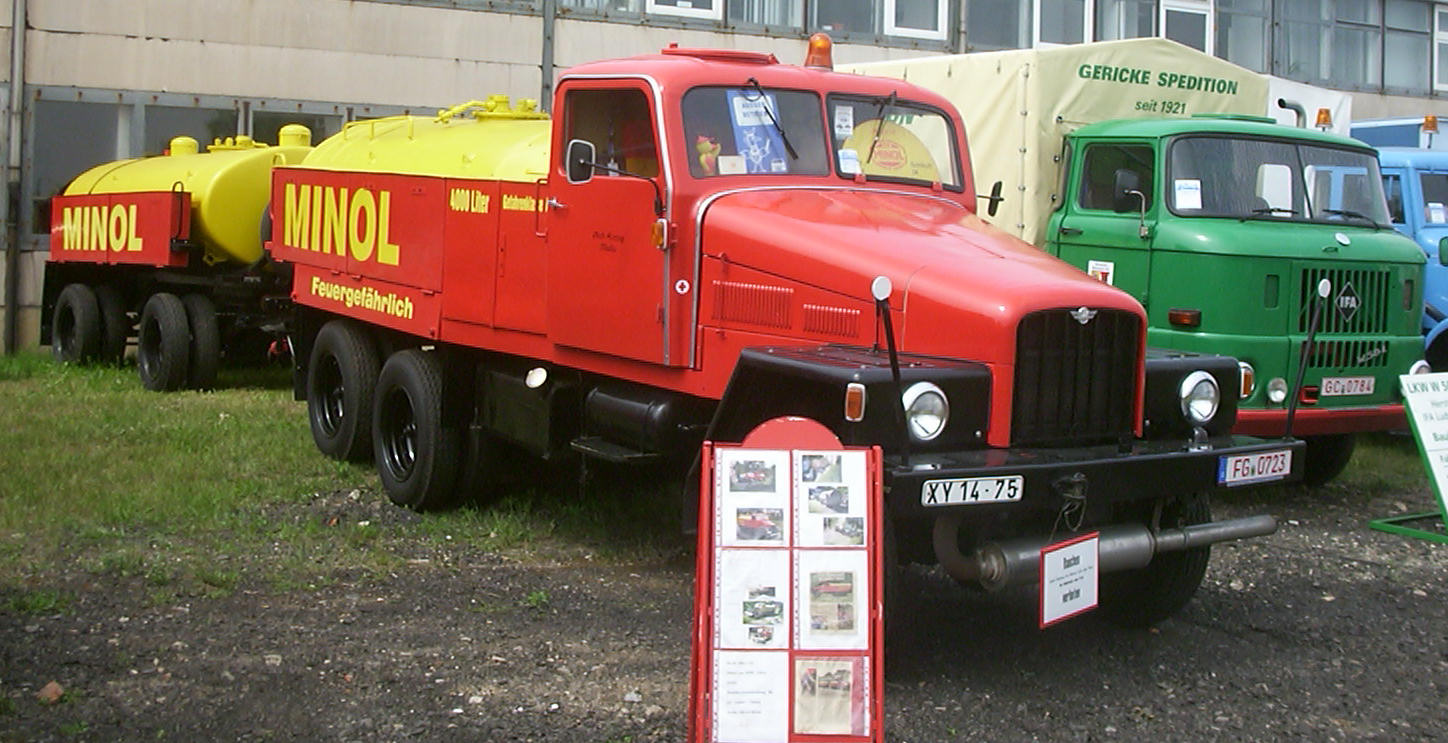
Tankwagen (4000 l) mit Anhänger (4500 l)

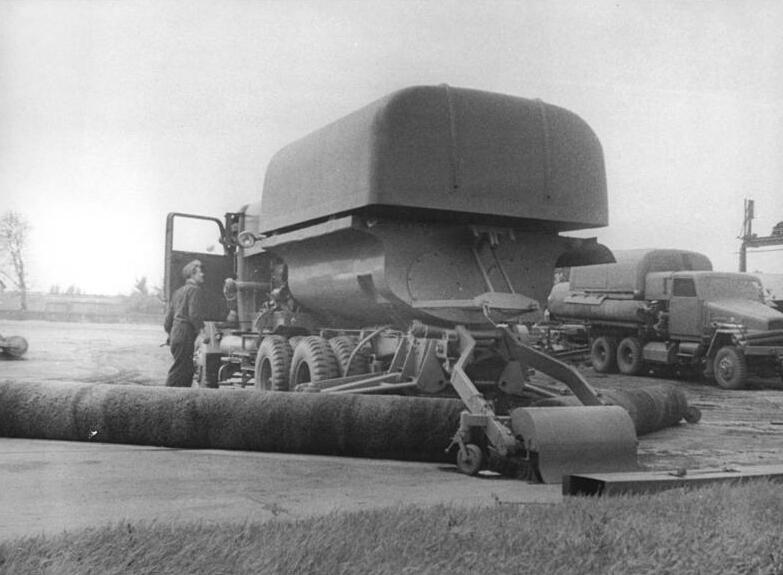
Die flugplatztauglichen Großkehrmaschinen aus dem VEB Spezialfahrzeugwerk Berlin haben eine Arbeitsbreite von acht Metern (1959)

Hauptabnehmer für diesen Lkw waren die KVP bzw. NVA und die Volkspolizei. Größere Bekanntheit erlangten die Fahrzeuge der Kampfgruppen der Arbeiterklasse und die Version als Wasserwerfer, die am 13. August 1961 beim Bau der Berliner Mauer eingesetzt wurden.
Da in der DDR Lastkraftwagen nicht in ausreichender Stückzahl vorhanden waren, wurden außer Dienst gestellte G5 der NVA später bei Landwirtschaftlichen Produktionsgenossenschaften und in der Wirtschaft weiterverwendet, beispielsweise als Treibstofftransporter für Minol. Aber auch bei der Feuerwehr kam der G5 zum Einsatz, vor allem als Tanklöschfahrzeug (TLF 15) mit Staffelkabine.
Waren für den Armeeeinsatz fünf Tonnen Nutzlast zumeist ausreichend und die Geländegängigkeit wichtig, entsprach dies den Bedürfnissen der Wirtschaft nur in geringem Maße. Das Verhältnis von Aufwand und Nutzen entsprach nicht den wirtschaftlichen Bedingungen. Dies führte dazu, dass der G5 mit dem Erscheinen von alternativen Lastkraftwagen kaum noch verwendet wurde.

## Gestoppte Weiterentwicklung
Es gab die Generationen G5/1 und G5/2.
Der von Grund auf neu entwickelte Nachfolger des G5 sollte der G5/3 werden. Vorgesehen war ein luftgekühlter V8-Dieselmotor mit 150 PS Leistung bei einem Hubraum von 12,5 Litern. Das wiederum dreiachsige Fahrzeug sollte Einzelbereifung mit Reifendruckregelanlage erhalten.
In den Jahren 1958/59 und 1961 wurden vier Funktionsmuster und zwei Fertigungsmuster gebaut. Im Mai des Jahres 1962 wurde die Entwicklung des G5/3 abgebrochen. Anlass dazu war die Entscheidung für den Serienbau des W50, der auch mit Allradantrieb gebaut werden sollte (diese Variante stand jedoch erst ab 1968 zur Verfügung). Mit seinem Vierzylindermotor war der W50 jedoch keine adäquate Alternative. Die Ursachen für den Abbruch liegen in der damaligen wirtschaftlichen Situation in der DDR. Insbesondere die Motorenentwicklung und die Bereifung bereiteten Probleme. Außerdem wurden die im Herstellerwerk in Werdau für die Serienfertigung notwendigen Investitionen angesichts des geringen Bedarfs seitens der NVA und der fehlenden Exportchancen als zu hoch angesehen. Die staatliche Plankommission der DDR hatte eigentlich vorgesehen, die G5-Produktion zusammen mit dem H6 zu beenden. Dass der G5 überhaupt über das Jahr 1959 hinaus weitergebaut werden durfte, ergab sich als Kompromiss mit der NVA, die auf die Fortsetzung der Produktion größerer LKW drängte.